# Muscicapa itombwensis
A Muscicapa itombwensis a madarak osztályának verébalakúak (Passeriformes) rendjéhez és a  légykapófélék (Muscicapidae) családjához tartozó faj.

## Rendszerezése
A fajt Alexandre Prigogine belge ornitológus írta le 1957-ben, a Muscicapa lendu alfajaként Muscicapa lendu itombwensis néven.

## Előfordulása
Közép-Afrikában, a Kongói Demokratikus Köztársaság területén, az Itombwe-hegységben honos. Természetes élőhelyei a trópusi és szubtrópusi hegyi esőerdők.

## Megjelenése
Testhossza 12-14 centiméter körüli.

## Természetvédelmi helyzete
A Természetvédelmi Világszövetség Vörös listáján nem szerepel.